# Сазерленд, Кристин
Кристин Сазерленд (англ. Kristine Sutherland; род. 17 апреля 1955, Бойсе) — американская актриса, более известная своей ролью Джойс Саммерс — мать Баффи Саммерс в сериале Баффи — истребительница вампиров.

## Ранние годы
При рождении её звали Кристин Янг, позже она сменила её, так как её однофамилица, тоже актриса, постоянно отмечала это. Взять фамилию «Сазерленд» ей пришло в голову после того, как она увидела связь — её кота звали «Дональд», такое же имя было у её любимого актёра в фильме Баффи — истребительница вампиров, прародителя шоу Баффи — истребительница вампиров, также снятого по сценарию Джосса Уидона, Кристин взяла его фамилию. Кристин училась в старшей школе города Лексингтон (штат Кентукки). После окончания она поступила в Кентуккийский университет.

## Карьера
Первая роль Кристин - Мэй Томпсон в фильме 1989 года Дорогая, я уменьшил детей. В 1997 году она пробуется на роль Джойс Самерс в сериале Баффи - истребительница вампиров. Позже Джосс Уидон объяснил свой выбор, во-первых он считал от Кристин исходит такое тепло, что она единственная подходит на роль матери, во-вторых у неё больше всего сходств с актрисой Сарой Мишель Геллар, которая играет её дочь. В первых пяти  сезонах она появляется регулярно, один раз в шестом сезоне и два раза в седьмом в качестве гостя. В апреле 2008 года появляется в сериале Новый Амстердам. После съёмок в телесериале Баффи - истребительница вампиров в 2002 году, она решила взять несколько классов по фотографированию в колледже городка Санта-Моника, после этого на год переезжает в Италию вместе со своим мужем и дочкой. Ей так понравился курс - искусство фотографирования, что она открыла собственную студию с уклоном на портретную живопись.

## Личная жизнь
Сазерленд состоит в браке с актёром Джоном Панков, известным как "Ира" в ситкоме Схожу по тебе с ума. У них есть одна дочь по имени Элеонора.

## Фильмография
| Год       |    | Русское название                 | Оригинальное название    | Роль              |
| --------- | -- | -------------------------------- | ------------------------ | ----------------- |
| 1968—1968 | с  | Одна жизнь, чтобы жить           | One Life to Live         | Дин МакКензи      |
| 1982—1987 | с  | Ремингтон Стил                   | Remington Steele         | Памела Джонс      |
| 1986      | ф  | Орлы юриспруденции               | Legal Eagles             | секретарша        |
| 1989      | ф  | Дорогая, я уменьшил детей        | Honey, I Shrunk the Kids | Мэй Томпсон       |
| 1992—1997 | с  | California Dreams                | California Dreams        | Ариель Ланг       |
| 1997—2002 | с  | Баффи — истребительница вампиров | Buffy the Vampire Slayer | Джойс Саммерс     |
| 1999—2002 | с  | Провиденс                        | Providence               | Джойс Мур         |
| 2002      | ф  | Возвращение кота                 | Neko no ongaeshi         | озвучка-мама Хару |
| 2008—2008 | с  | Луна команчей                    | Comanche Moon            | Эльмира Форсит    |
| 2008—2008 | с  | Новый Амстердам                  | New Amsterdam            | Диди Глисон       |
| 2011      | ф  | The Perfect Wedding              | The Perfect Wedding      | Мэри              |
| 2013      | ки | Grand Theft Auto V               | Grand Theft Auto V       | местное население |